# Tornefors
Tornefors (meänkieli: Tornionkoski) är en by vid Torne älvs strand i Junosuando socken i Pajala kommun i Norrbotten. Länsväg 395 passerar igenom byn, som ligger cirka 3 kilometer söder om Junosuando.
Tornefors byamarker innefattar Tornefors by och Palokorva. Genom byamarkerna rinner Torne och Lainioälven. Den sällsynta insekten grön flodtrollslända har observerats vid Torneälven i Tornefors.
I april 2016 fanns det enligt Ratsit fyra personer över 16 år registrerade med Tornefors som adress.

## Brukshistoria

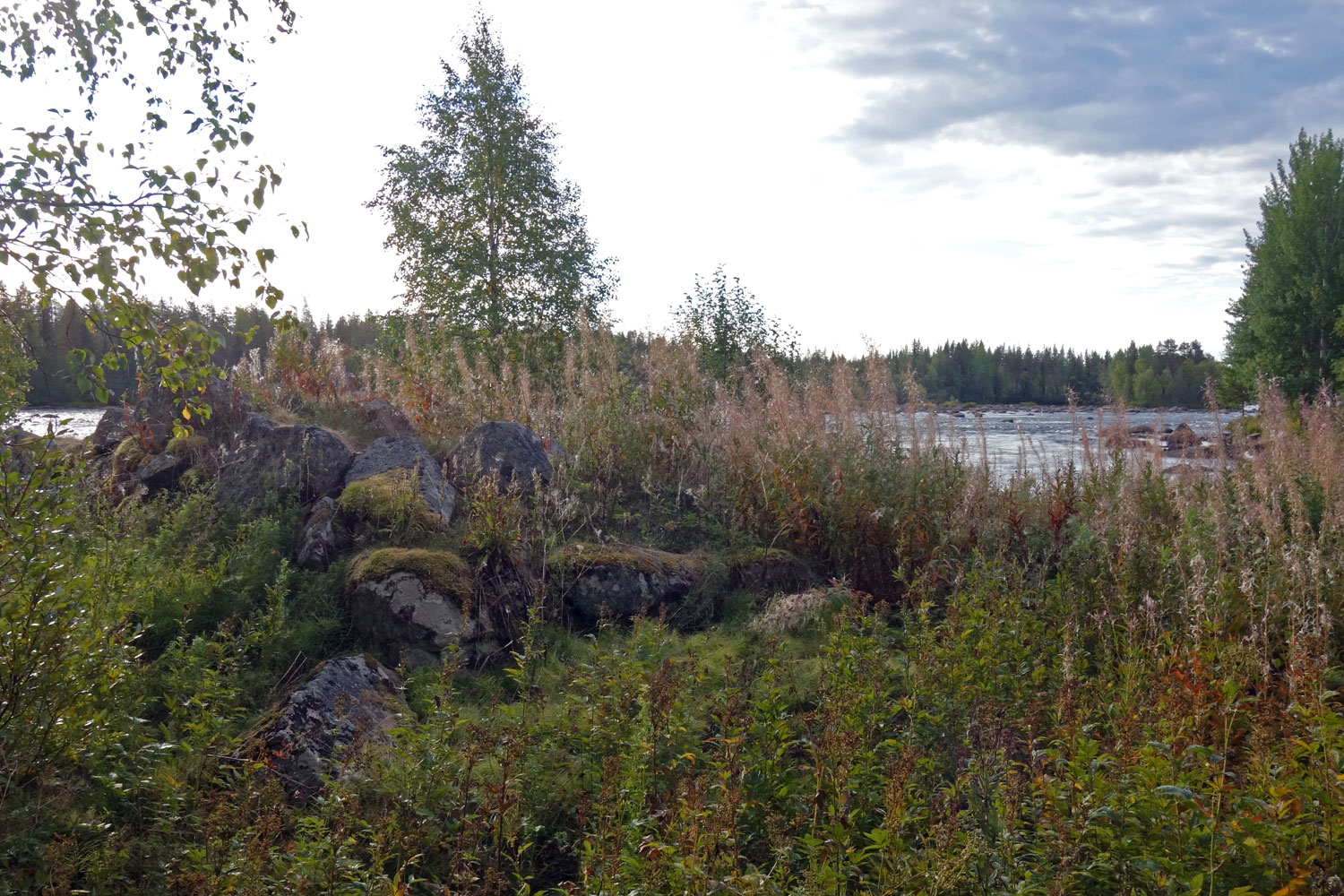
Masugnsruinen i Tornefors.

Vid Torneforsen anlades 1706 en masugn som komplement till den i Masugnsbyn. I masugnen producerades tackjärn som fraktades med båt på Torneälven till Kengis bruk för vidare behandling. Anläggningen var i drift fram till 1715 då den brändes av ryska trupper under Stora nordiska kriget. År 1744 återupptogs verksamheten, men då i en ny masugn i Palokorva fyra kilometer längre nedströms. Vid Torneforsen finns fortfarande masugnens fundament kvar, liksom den kanal där det vattenhjul som drev blåsbälgar och malmkrossningshammaren var placerat. Även slaggvarp och husgrunder kan ses i området, som är klassat som riksintresse för kulturmiljövården.